# 经典诵读工程
經典誦讀工程來自對“五四运动”後廢除讀經，造成中国文化断层的深刻反思。1993年，國立臺中師範學院语言学教授王财贵博士率先在台湾推行读经运动，随后此项运动在世界华人圈产生极大影响。中国大陆的中国国家图书馆等单位于2000年前后，在大陆推行了这一工程。目前全国超过400万儿童开始诵读经典。
另一方面，也有人认为这项工程是一项政府行为，指定出版的这些书籍在一些新华书店中严重滞销。